# Облога Хартума
Облога Хартума (англ. Siege of Khartoum) 13 березня 1884 — 26 січня 1885 — найбільша битва першого етапу англо-суданської війни, так званого повстання махдистів. 10-місячна облога суданськими повстанцями Хартуму, в якому зміцнився 7-тисячний єгипетський гарнізон під англійським командуванням, закінчилася взяттям міста і загибеллю всього гарнізону на чолі з генералом Чарльзом Гордоном.
Спроби оборонців вирватися з міста не увінчалися успіхом. Запаси їжі почали закінчуватися; очікувалося, що їх стане на шість місяців, але облога тривала десять, тому гарнізон і цивільне населення почали голодувати. Після місяців громадського тиску британський уряд неохоче погодився надіслати війська для зняття облоги. У зв'язку з наближенням колони допомоги махдисти почали нічний штурм Хартума. Вони прорвали оборону і перебили весь гарнізон, включаючи Гордона. Ще 4000 цивільних чоловіків було вбито, а багато жінок і дітей поневолено. Експедиція допомоги прибула через два дні; зрозумівши, що вони запізнилися, вони вийшли з Судану. Тоді Махді заснував у Судані релігійну державу, яка проіснувала чотирнадцять років.

## Передісторія
В 1882 році Єгипет в результаті швидкоплинної війни з Великою Британією був остаточно перетворений в протекторат. Однак британський контроль не поширювався на Судан, який був на той час тільки формально єгипетським володінням, бо через народне повстання Судан вже більше півтора року де-факто не підкорявся владі єгипетського хедива (причому і Єгипет, і Судан залишалися формально під владою Османської імперії). Суданських повстанців очолив Мухаммед Ахмед, що проголосив себе «Махді» (месією).
Придушення повстання британці залишили єгипетській владі, зрозуміло допомагаючи їм озброєнням та інструкторами. Однак висланий проти махдистів загін єгипетських військ, оснащений британської технікою (в тому числі 20 кулеметами) під командуванням англійського полковника Вільяма Хікса 5 листопада 1883 року був вщент розбитий і майже повністю знищений в битві при Ель-Обейді. Після цього рішучого успіху махдисти швидко взяли під контроль більшу частину Судану.
Ці події привернули пильну увагу британського кабінету. Прем'єр-міністр Вільям Гладстон, затвердивши рішення про евакуацію з Судану англо-єгипетський гарнізон, доручив цю операцію генералу Чарльзу Гордону, який в 1876–1879 роках був генерал-губернатором Судану (від імені єгипетської влади). Отримавши від уряду величезні на ті часи асигнування в 100 тис. фунтів, 18 лютого 1884 року Гордон прибув в Хартум, вступив в командування гарнізоном і прийняв повноваження голови міста. Однак замість того, щоб почати приготування до евакуації англо-єгипетських військ, він почав правити Хартумом як постійний керівник (єгипетські чиновники, які керували містом, виїхали на батьківщину). Можливо, він розраховував замість виведення військ завдати махдистам воєнної поразки наявними силами. Гордон в різкій формі протестував проти рішення уряду залишити Судан і постійно вимагав підкріплень, наполягаючи на необхідності дати бій повстанцям. Він просив надіслати війська або з метрополії, або з Індії, або навіть надіслати турецькі частини, але в підсумку так і не отримав допомоги.

## Положення сторін перед облогою

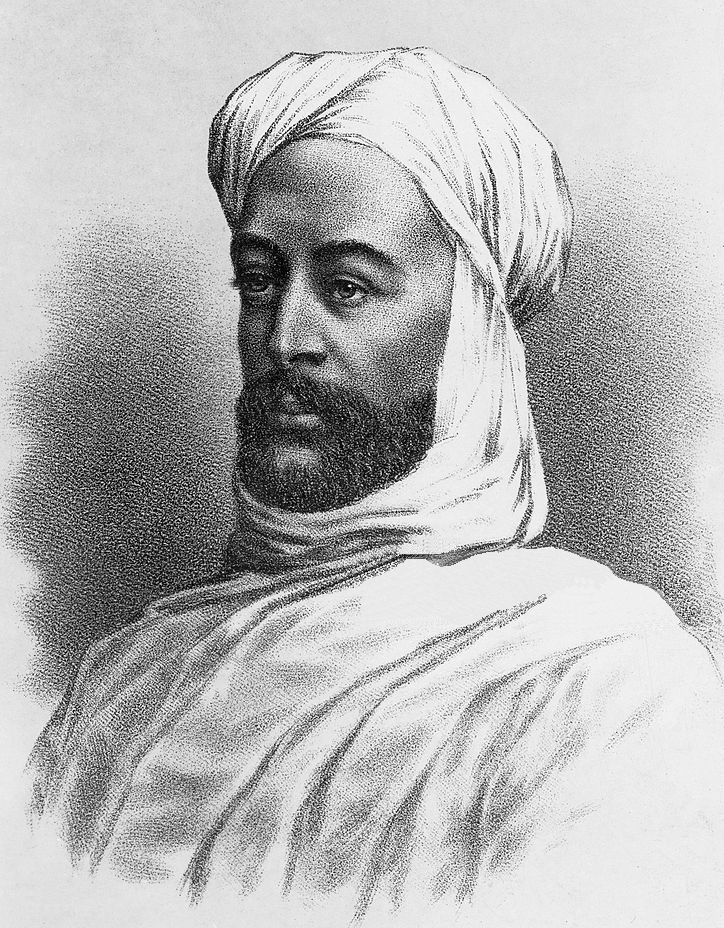
Мухаммад Ахмад, вождь суданського повстання

Населення Хартума в ті роки становило близько 34 тис. чол. У розпорядженні Гордона був 7-тисячний гарнізон, складений з єгипетських солдатів. В гарнізон входили також частини, завербовані в Судані, але командування не було впевнене в їх надійності. Білих солдатів у Гордона не було (британцями були лише лічені одиниці — штаб, кілька старших офіцерів і фахівців), а його прохання направити як підкріплення 200 англійських бійців була відхилена, оскільки уряд вимагав не підготовку до бою, а виведення військ.

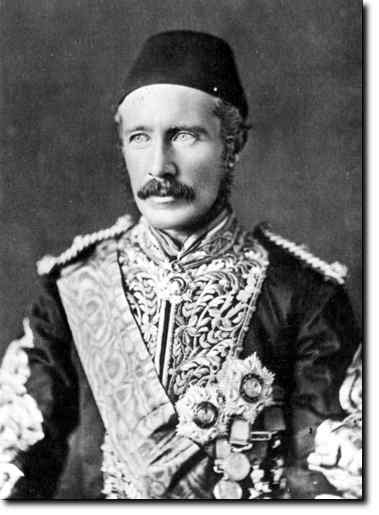
Чарльз Гордон (знімок зроблений під час його губернаторства в Судані)

З двох сторін місто був захищений великими річками — з півночі Білим Нілом, а з заходу — Блакитним Нілом. З півдня, проте, місто було нічим не прикрите. Положення Хартума міг дещо полегшити той факт, що місцевість навколо міста була заселена народністю, ворожої до махдистів.
У Хартумі були кілька невеликих річкових колісних пароплавів. Гордон розпорядився, щоб 9 пароплавів були переобладнані в канонерські човни (крім установки гармат, вони були обшиті сталевими листами). На південь від міста була створена мережа траншей та інших земляних укріплень, а також встановлені фугаси й імпровізовані міни. Були також загородження з колючого дроту.
Махдисти в кілька разів перевищували числом гарнізон Хартума. Озброєння їх було досить примітивним і різнорідним. Основна маса була озброєна традиційною холодною зброєю (списами, мечами), вогнепальної зброї було мало. Артилерії у махдистів теж було мало, майже вся вона була представлена застарілими зразками, за винятком декількох трофейних гармат. Англо-єгипетські сили Гордона були екіпіровані незрівнянно краще, але вишкіл і особливо бойовий дух єгипетських солдатів залишали бажати набагато кращого. Бойовий дух повстанців, навпаки, був дуже високий.

## Бої в ході облоги
16 березня 1884 року гарнізон Хартума зробив вилазку, але вона була відбита з серйозними втратами — близько 200 чол. У цьому зіткненні єгиптяни почали тікати після першого ж зіткнення з противником, арабами — кавалеристами, які значно поступалися числом єгипетським солдатам. При цьому першими бігли обидва командувачів єгиптян, суданці на службі у Гордона.
У квітні махдисти, захопивши місто Бербер, замкнули кільце оточення, чому сильно сприяло те, що племена на північ від міста перейшли на їхній бік. Махдисти ж, поступово нарощуючи сили, зосередили на той час навколо міста до 30 тис. бійців. Лінія телеграфного зв'язку з Каїром була перерізана. Розпочата облога загрожувала Хартуму голодом — 19 квітня Гордон телеграфував, що запасів продовольства в місті могло вистачити тільки на 5-6 місяців. Гордон обмінявся кількома посланнями з Мухаммедом Ахмедом, але махдистський вождь відхилив мирні пропозиції. Величезною невдачею для обложених стало захоплення 27 квітня махдистами 70 човнів і одного пароплава з припасами для міста.
Розрізнені атаки на місто тривали все літо. Махдисти несли серйозні втрати, причому найбільш ефективною зброєю проти них виявилися вкопані в землю міни натискної дії. Збройні пароплави продовжували рейси по Нілу, доставляючи в місто припаси і вогнем артилерії завдаючи нові втрати повстанцям. Однак вилазка гарнізону 16 вересня знову закінчилася важкою поразкою єгипетського загону, який втратив до 800 чол. убитими. До цього часу махдистські війська, які облягали Хартум, налічували вже понад 50 тис. бійців.

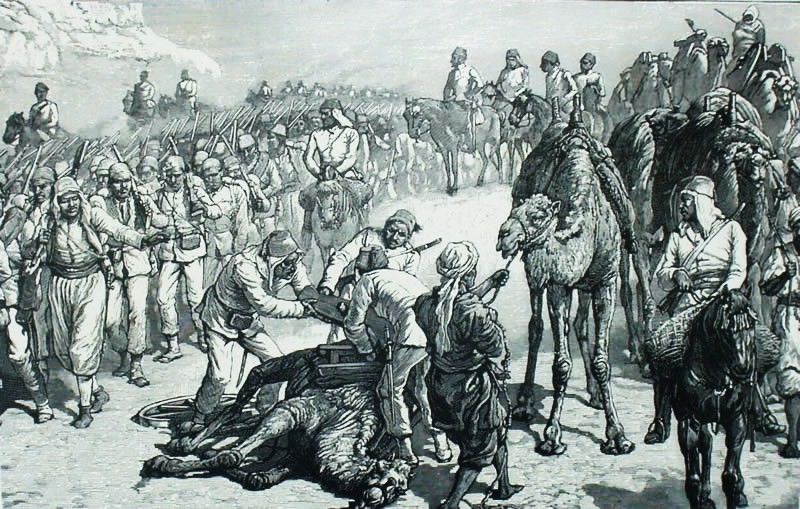
Колона англо-єгипетських військ на марші (гравюра 1883 роки)

Ще в липні уряд Гладстона погодився (втім, досить неохоче) на спорядження військової експедиції для деблокування Хартума. Командувати їй було доручено відомому воєначальнику віконту Гарнет Уолслі. Але багато чинників сильно сповільнили відправлення цієї експедиції, тому війська Уолслі прибули в Судан тільки в січні 1885 року. Її також сильно затримали два великих бої з махдистами, особливо битва 17 січня при Абу-Клеа (Уолслі домігся рішучої перемоги, хоча бій був наполегливим і кровопролитним — суданцям вдалося прорвати британське каре). Друга це була битва при Абу Кру. Загін канонерських човнів під командуванням лорда Чарльза Бересфорда, спрямований до Хартума по Нілу, також серйозно запізнювався. Зв'язок наступаючі британські війська з Хартумом підтримувалася пароплавами.
У грудні в командування гарнізоном залишалося мало сумнівів у швидкому падінні міста. У своїх листах в ці дні Гордон прощався з друзями, не відчуваючи ілюзій щодо здатності утримати Хартум.

## Битва за місто
Ймовірно, при отриманні звісток про наближення великих британських сил махдисти зважилися на напад Хартума. Незадовго до півночі з 25 на 26 січня 1885 року (на 320-й день облоги) вони почали штурм міста з усіх боків, але основний удар було завдано із заходу, де вони перейшли вбрід обмілілу річку. Оскільки після бою залишилося вкрай мало свідків, які могли б компетентно повідомити про битву, подробиці штурму майже невідомі. Зміцнення і фугаси завдали атакуючим втрати, але це не завадило повстанцям пробитися всередину стін через ворота Муссаламія. Є відомості, що ворота перед противником відкрив один з офіцерів-єгиптян. У будь-якому випадку, до 3:30 махдисти вели бій уже в самому місті, де єгипетські війська, деморалізовані і виснажені голодом, чинили доволі слабкий опір.
До 05:00 махдисти повністю захопили Хартум, перебивши майже всіх єгипетських солдатів і всіх британських офіцерів. Гордон загинув в бою, причому обставини його загибелі невідомі. За відомостями суданця — ад'ютанта Гордона (залишився в живих), коли махдисти прорвалися до резиденції губернатора, він вийшов на ґанок у повній формі і був заколотий списами. Інші свідчення стверджували, що генерал намагався втекти в консульство Австро-Угорщини, але по дорозі був застрелений. Відрубану голову Гордона насадили на спис і потім відправили в дар Махді, який, за деякими даними, вимагав взяти Гордона обов'язково живим і навіть віддав своїм підлеглим відповідний наказ.
Під час штурму загинуло також близько 4 тис. жителів міста. Решту махдисти захопили в полон і продали в рабство, що повністю відповідало місцевих звичаям ведення війни. Втрати самих повстанців невідомі.

## Підсумок і наслідки
Британський загін досяг Хартума тільки 28 січня і, віддавши шану полеглим на руїнах міста, повернув назад. Канонерські човна лорда Бересфорда прибули до Хартума вже після його падіння і теж пішли назад після короткої перестрілки з махдистськими батареями. Після падіння міста Мухаммед Ахмед став контролювати майже весь Судан.

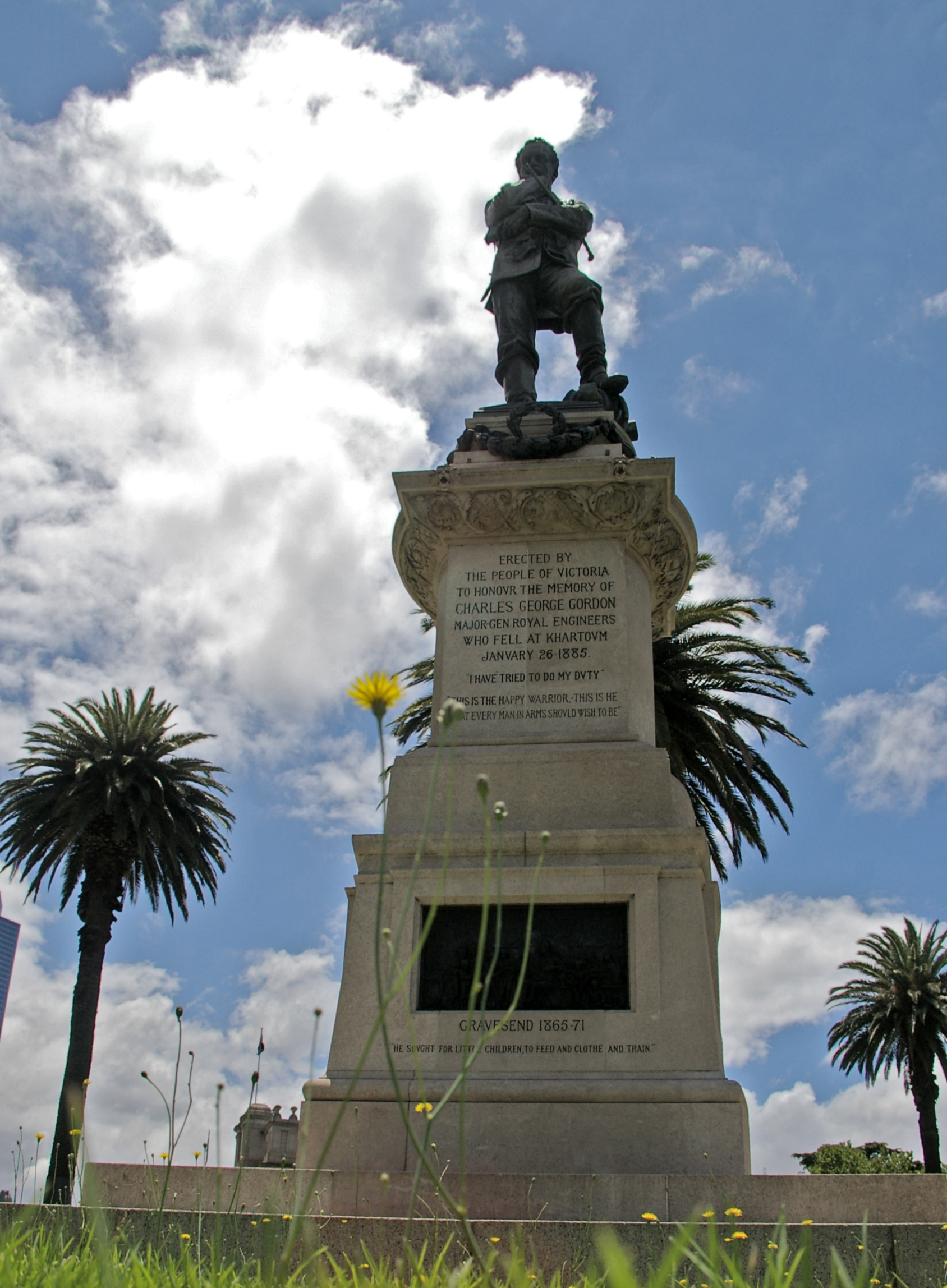
Пам'ятник Чарльзу Гордону в Мельбурні, Австралія

Падіння Хартума зіграло важливу роль у відставці кабінету Гладстона (в червні 1885 роки), якого громадська думка звинувачувала в тому, що він залишив Гордона фактично напризволяще. Загиблий Гордон на деякий час здобув імідж національного героя, який загинув в битві з більшими силами ворога. Однак підготовка нового вторгнення в Судан зайняла у Лондона більше 10 років.
Мухаммед Ахмед помер в червні 1885 року встигнувши створити в Судані ісламську державу, що проіснувало до кінця 1890-х років. Край існуванню махдистської держави був покладений тільки в 1898 році в наслідку нового, набагато краще підготовленого британського вторгнення під командуванням фельдмаршала Герберта Кітченера (Судан був перетворений в англо-єгипетський кондомініум, фактично означав британську колонізацію). Англійці поставили в Хартумі пам'ятник Гордону, який був демонтований після виведення британських військ в 1955 році, але зберігається донині.